# Finlande au Concours Eurovision de la chanson 2019
La Finlande est l'un des quarante et un pays participants du Concours Eurovision de la chanson 2019, qui se déroule à Tel-Aviv en Israël. Le pays est représenté par le DJ Darude et Sebastian Rejman, sélectionnés en interne par le diffuseur finlandais Yle, et leur chanson Look Away, sélectionnée lors de l'édition 2019 de l'Uuden Musiikin Kilpailu. Le pays termine en 17e et dernière position en demi-finale avec 23 points seulement et ne se qualifie pas pour la finale.

## Sélection
Le diffuseur finlandais Yle a confirmé sa participation à l'Eurovision 2019 le 15 mai 2018. Quelques mois plus tard, le 13 septembre 2018, le diffuseur confirme la reconduction de l'émission Uuden Musiikin Kilpailu selon le même format qu'en 2018 : l'émission ne verra qu'un artiste et trois chansons participer.

### Sélection interne
La sélection de l'artiste se fait donc en interne par le diffuseur finlandais Yle. Le 29 janvier 2019, il annonce que la Finlande sera représentée par le DJ Darude et le chanteur Sebastian Rejman,.

### Uuden Musiikin Kilpailu
Les trois chansons en compétition sont présentées les 8, 15 et 22 février. L'émission a lieu le 2 mars 2019. La chanson qui représentera le pays est déterminée via un vote composé pour moitié de vote d'un jury international et pour l'autre moitié du télévote finlandais.
| Ordre | Artiste                       | Chanson    | Jury | Télévote | Total | Place |
| ----- | ----------------------------- | ---------- | ---- | -------- | ----- | ----- |
| 1     | Darude feat. Sebastian Rejman | Release Me | 70   | 19       | 89    | 3     |
| 2     | Darude feat. Sebastian Rejman | Superman   | 74   | 73       | 147   | 2     |
| 3     | Darude feat. Sebastian Rejman | Look Away  | 96   | 148      | 244   | 1     |

La soirée se conclut par la sélection de la chanson Look Away, que Darude et Sebastian Rejman interpréteront à l'Eurovision 2019.

## À l'Eurovision
Lors du tirage au sort des demi-finales qui a lieu le 28 janvier 2019, la Finlande est placée dans la première demi-finale.  Darude et Sebastian interprètent donc leur chanson lors de la première demi-finale qui a lieu le 14 mai 2019. Elle passe en troisième position dans l’ordre de passage  mais échoue à se qualifier pour la finale, se classant à la dernière place avec 23 points,. 